# لنگینفلین
لنگینفلین (به انگلیسی: Llangynfelyn) یک منطقهٔ مسکونی در بریتانیا است که در کردیگیون واقع شده‌است. لنگینفلین ۵۸۷ نفر جمعیت دارد.